# Carlo Bresciano
Carlo Bresciano (Torino, 1888 – Vinaixa, 9 gennaio 1939) è stato un militare italiano, decorato di Medaglia d'oro al valor militare alla memoria nel corso della guerra di Spagna.

## Biografia
Nacque a Torino nel 1888, figlio di Edoardo e di Rosa Serra.  
Compì gli studi liceali a Cuneo e successivamente conseguì la laurea in ingegneria presso il Politecnico di Torino. Nell'anno 1911-1912 viene ammesso a frequentare come allievo la Regia Accademia Militare di Artiglieria e Genio di Torino ottenendo la promozione a sottotenente dell'arma di artiglieria nel giugno 1912 e quella a tenente al termine della frequentazione della Scuola d'applicazione d'arma nell'agosto 1914. 
Prestò servizio nelle specialità artiglieria da montagna, corpo degli alpini, e promosso capitano nell'ottobre 1915, in piena prima guerra mondiale, assunse il comando della 31ª Batteria. Nel 1917 ricevette il comando del 43° Gruppo artiglieria da montagna venendo decorato con una medaglia di bronzo al valor militare sul Monte Kuk. Al termine della guerra chiese di essere congedato dal servizio attivo e trasferito nel ruolo degli ufficiali di complemento. Ritornato alla vita civile dal 1923 al 1928 ricoprì l'incarico di Presidente provinciale della Cattedra di agricoltura di Cuneo e dal 1933 al 1937 fu dirigente delle Federazioni provinciali degli agricoltori. Richiamato in servizio attivo con il grado di maggiore,  ottenuto nel 1929, venne destinato alla missione OMS (Oltre Mare Spagna), sbarcando a Cadice nel maggio 1937. In Spagna divenne comandante del  IV Gruppo da montagna 65/17 assegnato al Raggruppamento CC.NN. XXIII Marzo, mantenendo l'incarico anche con la  promozione a tenente colonnello ricevuta nel settembre dello stesso anno. Già decorato con una seconda medaglia di bronzo al valor militare sul fronte d'Aragona nel 1937, nel combattimento di Barracas,  luglio-agosto 1938, fu insignito della medaglia d'argento al valor militare. Rimasto gravemente ferito in combattimento a Vinaixa, si spense presso l'ospedale da campo n. 5 il 9 gennaio 1939. Per onorarne il coraggio fu insignito della medaglia d'oro al valor militare alla memoria con Regio Decreto 28 settembre 1939.